# Per Stureson
Per Stureson (22 marzo 1948) è un ex pilota automobilistico svedese, vincitore nel 1985 del campionato DTM tedesco.

## Carriera
Tra il 1984 e il 1986 Stureson ha disputato 55 gare nel campionato tedesco delle auto da turismo. La vettura con cui ha disputato il DTM era una Volvo 240 turbo del team Hör-Motorsport. Nel 1985 ha vinto il campionato.